# Івонн Каттерфельд
Івонн Каттерфельд (нім. Yvonne Catterfeld, нар. 2 грудня 1979) — німецька співачка, акторка й телеведуча.
Почала свою кар'єру 2000 року, коли взяла участь у дебютному сезоні вокального конкурсу Stimme 2000, де посіла друге місце. Після цього підписала контракт із Hansa Records і 2001 року випустила свій дебютний сингл «Bum». Того ж року Івонн Каттерфельд здобула популярність за одну з головних ролей у німецькому серіалі «Gute Zeiten, schlechte Zeiten».
Її музичний прорив відбувся у 2003 році зі синглом «Für dich», що став міжнародним хітом номер один, а альбом Meine Welt також мав великий успіх. Продовжила кар'єру з альбомами Farben meiner Welt (2004) і Unterwegs (2005), які містили хіти «Du hast mein Herz gebrochen» та «Glaub an mich». Після участі в серіалі «Gute Zeiten, schlechte Zeiten» і наступної головної ролі у короткочасній теленовелі «Sophie — Braut wider Willen», Івонн Каттерфельд випустила свій четвертий альбом — Aura, який мав менший комерційний успіх, аніж попередні, і призвів до спаду в її музичній кар'єрі. Після переходу в Sony Music і кількох невдалих років, співачка повернулася на вершини чартів із перевиданням шостого альбому Lieber so (2013), коли з'явилася у другому сезоні шоу Sing meinen Song — Das Tauschkonzert.
За 15 років кар'єри Івонн Каттерфельд продала майже мільйон записів як сольна виконавиця, що робить її однією з найвідоміших німецьких співачок. Її творчість відзначена численними нагородами, зокрема BAMBI, Goldene Stimmgabel і ECHO. Як акторка, вона знялася в низці міжнародних телевізійних і художніх фільмів, серед яких «Красунчик» (2007), «Обіцянка» (2011) і «Красуня і чудовисько» (2014). У 2016—2018, 2020 та 2024 роках також була тренеркою в німецькому вокальному шоу The Voice of Germany.

## Ранні роки
Івонн Каттерфельд народилася й виросла в Ерфурті, Тюрингія, що на той час була частиною Східної Німеччини. Її батько, Юрген Каттерфельд, працював бригадиром, а мати, Аннемарі Каттерфельд, — вчителькою.
У минулому спортсменка, Івонн почала грати на фортепіано та флейті у 15 років, одночасно розпочавши заняття з вокалу й танців. Після закінчення середньої школи, гімназії Альберта Швейцера в Ерфурті, переїхала до Лейпцига, де два роки вивчала поп- і джазову музику у Вищій школі музики і театру імені Фелікса Мендельсона-Бартольді. У 1998 році вона випустила свій дебютний мініальбом із семи пісень під назвою KIV, який, однак, майже не отримав уваги з боку музичної індустрії.

## Кар'єра

### 2000—2003
Після навчання в Лейпцигу Івонн Каттерфельд взяла участь у другому сезоні вокального шоу Stimme 2000 на каналі MDR, де виступала під короткочасним псевдонімом Vivianne. Її авторська пісня «Whenever You Need a Friend» увійшла до промоальбому шоу Stimme 2000 — Die Finalisten. Каттерфельд була фавориткою критиків і в підсумку посіла друге місце, поступившись дуету UC (Денні Гаймс і Катрін Янтке), які після шоу не уклали жодного контракту. Натомість сама Каттерфельд підписала контракт на менеджмент і запис із підлейблом BMG — Hansa Music, завдяки члену журі Томасу Штайну.
2001 року під лейблом Hansa вийшов її дебютний сингл «Bum» — німецькомовна версія хіта «Never Ever» гурту All Saints. Пісня не потрапила до чартів. Для підтримки музичної кар'єри Івонн Каттерфельд пройшла кастинг на роль у серіалі «Gute Zeiten, schlechte Zeiten» (GZSZ), хоча спочатку не була зацікавлена в акторстві. Вона приєдналася до акторського складу в ролі Юлії Блум, вперше з'явившись у серії № 2316 20 вересня 2001 року. Через два місяці вийшов її наступний сингл «Komm zurück zu mir», який досяг 76 позиції в німецькому чарті.
2002 року музикант Удо Лінденберг запросив Івонн Каттерфельд для запису двох пісень до його альбому Atlantic Affairs, що пізніше був адаптований у ревю, де співачка також виступала. Того ж року її сингли «Niemand sonst» і «Gefühle» потрапили до 40 найкращих німецького чарту синглів.
У березні 2003 року вийшла пісня «Für dich», написана Дітером Боленом та адаптована для Каттерфельд. Пісня отримала активну промоцію у серіалі GZSZ, миттєво стала хітом й очолила чарти в Австрії, Німеччині та Швейцарії. Протягом трьох днів було продано 250 тис. копій, і сингл став платиновим. У травні 2003 року вийшов її дебютний альбом — Meine Welt, який також посів перше місце в німецькому альбомному чарті та потрапив до 5 найкращих в Австрії й Швейцарії, згодом отримавши платиновий сертифікат.
У жовтні 2003 року Мерая Кері запросила Івонн Каттерфельд виступити на розігріві під час німецької частини свого туру Charmbracelet World Tour у Гамбурзі, Берліні та Мюнхені. Того ж року Каттерфельд вела шоу Lucky Star 2003 на MDR та стала постійною ведучою музичного заходу The Dome.

### 2004—2008

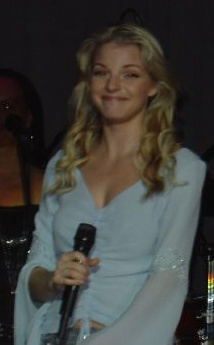
Івонн Каттерфельд у 2004 році

2004 року Івонн Каттерфельд озвучила рибку-ангела Енджі в німецькій версії анімаційної комедії «Підводна братва» студії DreamWorks. У січні того ж року вийшов сингл «Du hast mein Herz gebrochen», який очолив чарти й став ще одним великим успіхом. За два місяці вийшов другий альбом — Farben meiner Welt, що потрапив до десятки найкращих у чартах. Хоча цей альбом був менш успішним комерційно, ніж попередній, ще два сингли з нього потрапили до 20 і 30 найкращих відповідно. Після кількох перерв у зйомках, Каттерфельд у кінці 2004 року оголосила про остаточний вихід із серіалу «Gute Zeiten, schlechte Zeiten», щоб повністю зосередитися на музиці. Останній епізод з нею вийшов в ефір 15 лютого 2005 року.
У березні 2005 року Івонн Каттерфельд випустила третій альбом — Unterwegs, що дебютував на першому місці німецького чарту. До альбому увійшов сингл «Glaub an mich», який потрапив до 5 найкращих. Пізніше альбом отримав «золото» від BVMI. У листопаді того ж року Каттерфельд почала зніматися в головній ролі графині Софі фон Ален в історичній теленовелі «Sophie — Braut wider Willen». Через нерівномірні рейтинги серіал був скасований у березні 2006 року після 65 епізодів.

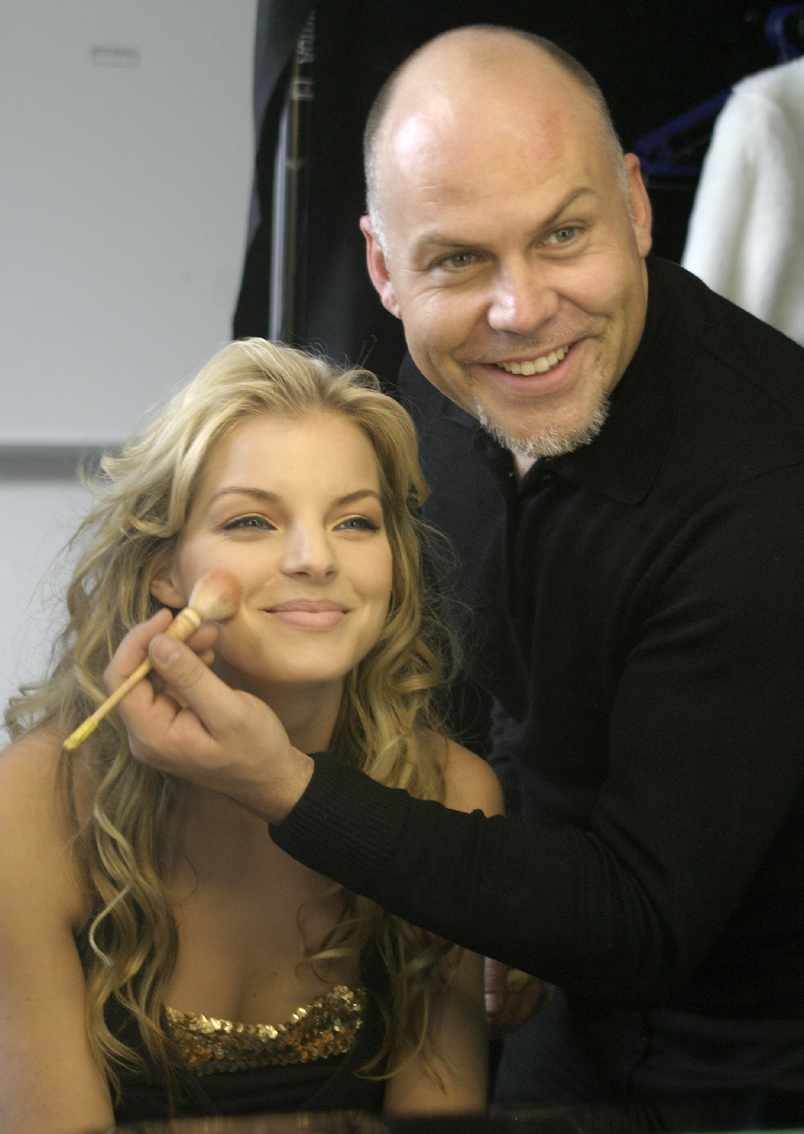
Івонн Каттерфельд і Гольгер Гоффманн, 2005 рік.

У жовтні 2006 року співачка випустила четвертий студійний альбом Aura. У роботі над ним взяли участь Mousse T., Волтер Афанасьєфф і Макс Герре. Альбом став кроком у напрямку R&B та дорослого сучасного попу. Aura дебютував і досягнув 10-ї позиції в німецькому чарті — найнижчий результат у кар'єрі Каттерфельдт на той момент. Головний сингл «Erinner mich, dich zu vergessen» увійшов до 10 найкращих, проте наступний — «Die Zeit ist reif» — не потрапив навіть у верхню половину чарту. У листопаді того ж року Івонн Каттерфельд знялася у телевізійному трилері «Das Geheimnis des Königssees», натхненному романом Дафни дю Мор'є «Ребекка». Фільм вийшов у 2008 році.
2007 року зіграла головну роль у романтичній комедії «Wenn Liebe doch so einfach wär» зі Штефаном Лукою. Фільм отримав хороші рейтинги, але змішані та негативні відгуки критиків. Того ж року Каттерфельд з'явилася в камео в ролі самої себе у фільмі Тіля Швайгера «Красунчик», який став несподіваним хітом і залишається одним із найуспішніших німецьких фільмів від початку ведення статистики глядацької аудиторії у 1968 році.
2008 року Івонн Каттерфельд виконала другорядну роль у комедії «U-900», яка була пародією на військову драму «Підводний човен» (1981) Вольфганга Петерсена. Фільм отримав вкрай негативні відгуки критиків.

### 2009—2013
Першим проєктом Івонн Каттерфельд у 2009 році став поліцейський трилер «Schatten der Gerechtigkeit», де її партнером по зйомках був Ріхі Мюллер. Фільм отримав схвальні відгуки критиків. Наступний двосерійний фільм-катастрофа «Volcano», присвячений потенційній небезпеці кальдерного озера Лаах, мав змішані рецензії, проте наступного року отримав премію Deutscher Fernsehpreis. Різдвяна комедія «Engel sucht Liebe», натхненна стрічкою Віма Вендерса «Небо над Берліном» (1987), зібрала помірні рейтинги. 2009 року Івонн Каттерфельд також зіграла епізодичну роль у дитячому фільмі «Lilly the Witch: The Dragon and the Magic Book» режисера Штефана Рузовицького та знову з'явилася в камео у фільмі «Красунчик 2» Тіля Швайгера. Через свою схожість з акторкою Ромі Шнайдер, Каттерфельд отримала роль у біографічній стрічці «Eine Frau wie Romy» від Warner Bros., але проєкт скасували в липні 2009 року.

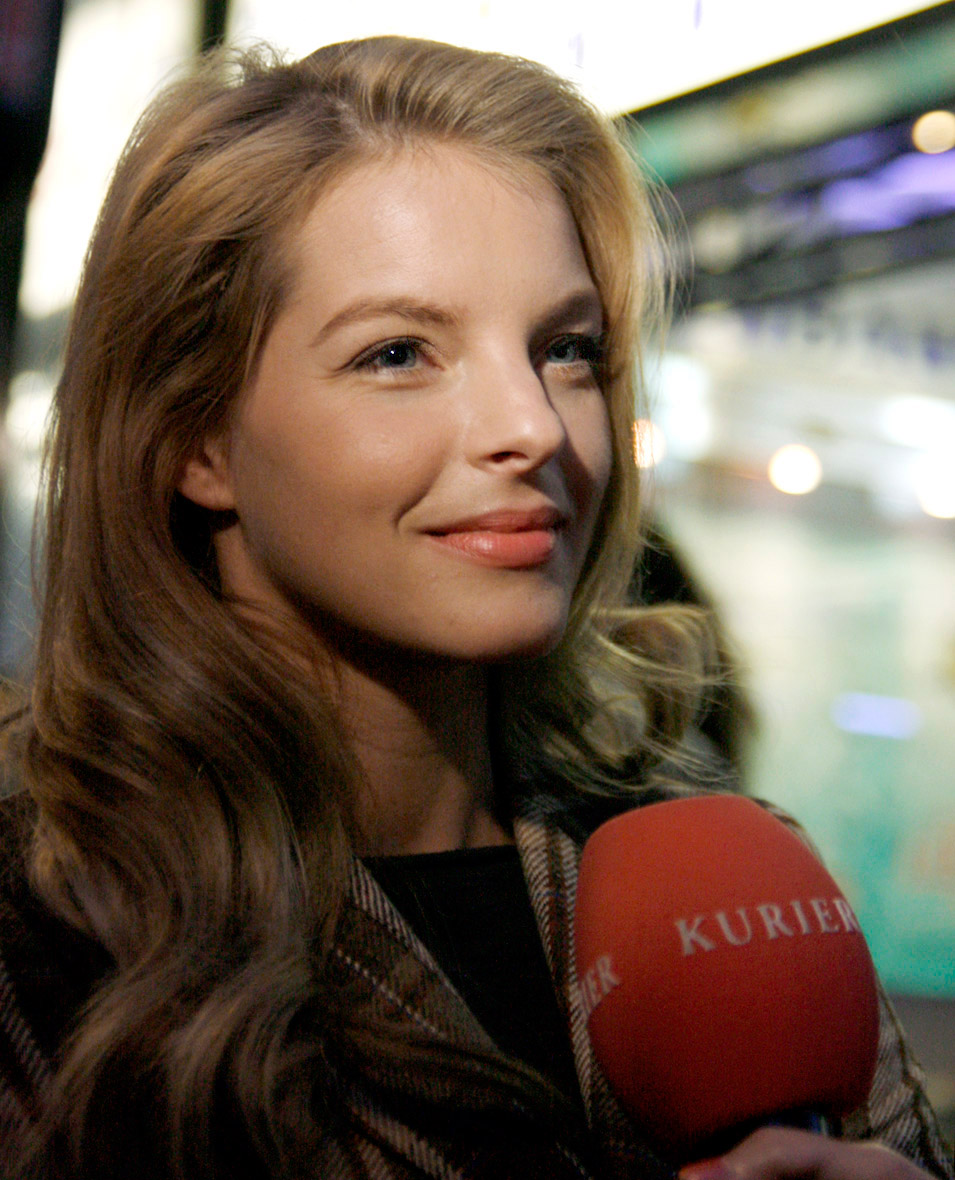
Івонн Каттерфельд на прем'єрі фільму «Das Leben ist zu lang» у Відні, 2010 рік.

У березні 2010 року вийшов її п'ятий альбом — Blau im Blau, на лейблі Columbia Records. Орієнтований на дорослу аудиторію, альбом записувався з невеликою групою музикантів. Комерційно він мав помірний успіх — посів 37 позицію в німецькому чарті. Єдиний сингл з альбому, однойменна композиція «Blau im Blau», не потрапив до 50 найкращих. Того ж року Івонн Каттерфельд знялася в телевізійному фільмі від Sat.1 «Die Frau des Schläfers», де зіграла операторку кол-центру, сина якої викрадає його батько з Ірану. Стрічка мала високі рейтинги. Крім того, Каттерфельд зіграла акторку мильних опер у комедії Дані Леві «Life Is Too Long», що вийшла в кінотеатрах наприкінці 2010 року та отримала змішані відгуки — її назвали водночас «приємною й виснажливою».
2011 року вийшла збірка The Best of Yvonne Catterfeld — Von Anfang bis jetzt. Того ж року Івонн Каттерфельд зіграла в британському мінісеріалі «The Promise» від Channel 4, створеному Пітером Космінським. Серіал отримав схвальні рецензії та був номінований на премії BAFTA і Royal Television Society в категорії «Найкращий драматичний серіал». Каттерфельд також виконала роль Лотте Гасс у стрічці «The Girl at the Ocean Floor» від ZDF та ORF про перше занурення австрійського біолога і піонера дайвінгу Ганса Гасса в 1950 році. Фільм став рейтинговим і приніс акторці позитивні відгуки. Каттерфельд також возз'єдналася зі Штефаном Лукою у романтичній драмі «Am Ende die Hoffnung» (2010), присвяченій підводному човну U-864 з часів Другої світової війни. Фільм мав середні рейтинги.
Єдиним проєктом Івонн Каттерфельд у 2012 році стала фантастична комедія «Plötzlich 70!», де її героїня несподівано постаріла. На грим акторка щодня витрачала чотири години. Стрічка мала стриманий успіх серед глядачів і критиків. Наступного року Каттерфельд з'явилася в дитячому фільмі «Sputnik», дія якого відбувається напередодні падіння Берлінського муру; фільм отримав позитивні рецензії. Акторка також виконала головні ролі в музичному фільмі «Nur eine Nacht» з Паскуале Алеарді та ансамблевому фільмі-катастрофі «Heroes». Перший з них провалився як у прокаті, так і серед критиків, натомість другий мав високі рейтинги, але переважно негативні рецензії.
У листопаді 2013 року Івонн випустила свій шостий студійний альбом Lieber so, який дебютував на 21 місці німецького альбомного чарту, ставши її шостим поспіль записом у 40 найкращих.

### 2014—2023

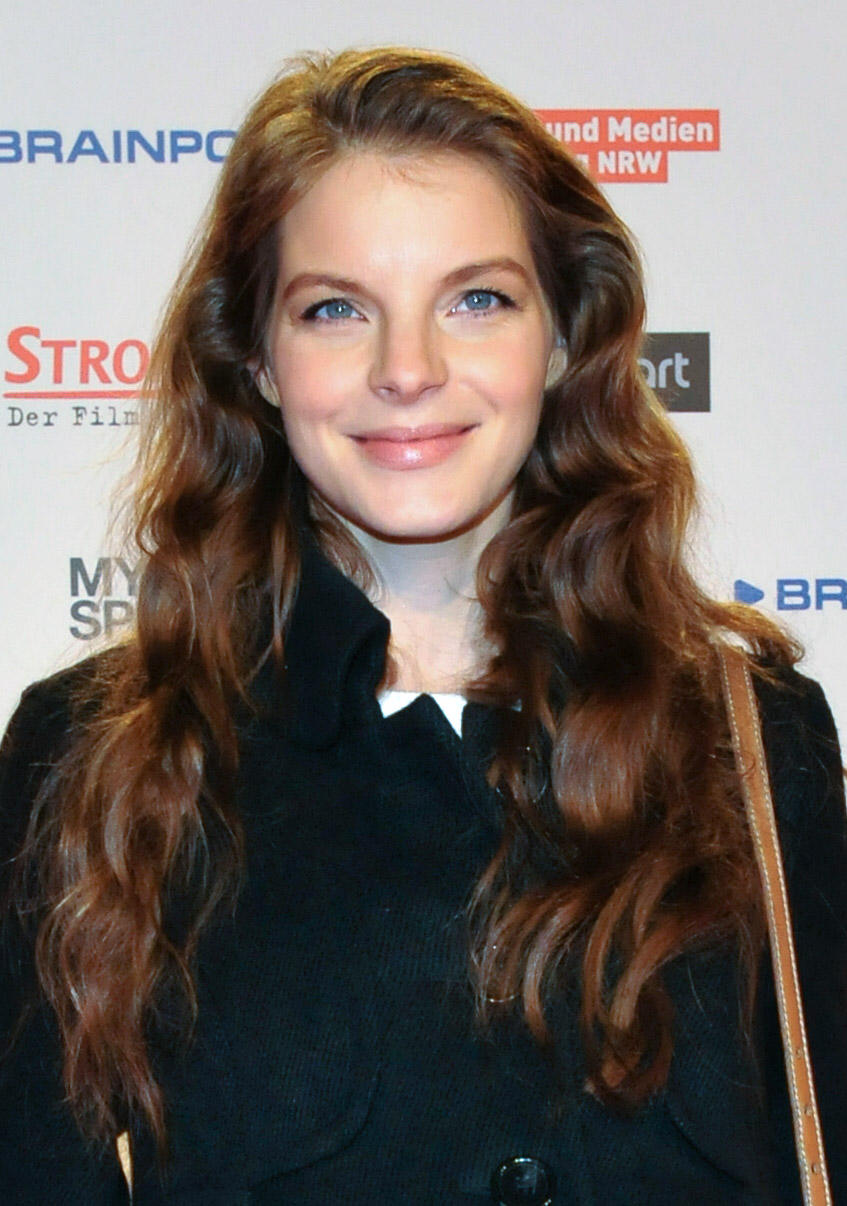
Івонн Каттерфельд на прем'єрі фільму «Stromberg — Der Film» у Кельні, 2014 рік.

2013 року Івонн Каттерфельд відмовилася від пропозиції знятися у «Форсаж 6», обравши натомість роль принцеси у франко-німецькій романтичній стрічці «Красуня і Чудовисько» з Леа Сейду та Венсаном Касселем у головних ролях. Фільм був представлений поза конкурсом на 64-му Берлінському кінофестивалі та отримав позитивні відгуки, ставши касовим хітом. Стрічку номінували на приз глядацьких симпатій на Європейському кінопризі (2014), а також на три категорії премії Сезар.
2014 року Каттерфельд виконала головну роль Амелії в телевізійних фільмах «Zwischen Himmel und hier» і «Mein ganzes halbes Leben», які знімали поспіль в Ірландії за мотивами сценарію ірландської письменниці Сесілії Ахерн. Обидва фільми стали рейтинговими хітами в рамках циклу Herzkino на каналі ZDF. Івонн також з'явилася в екранізації роману Дори Гельдт «Herzlichen Glückwunsch, Sie haben gewonnen!», що мала комерційний успіх, і виконала епізодичну роль у комедії «Bocksprünge».
У середині 2015 року взяла участь у другому сезоні телешоу Sing meinen Song — Das Tauschkonzert — німецькій версії The Best Singers. Виступ на шоу супроводжувався перевиданням альбому Lieber so, який після цього піднявся до восьмого місця в німецькому альбомному чарті — найвищої позиції за останнє десятиліття. Її кавер на пісню «Hey» Андреаса Боурані увійшов до 20 найкращих чарту Німеччини завдяки цифровим завантаженням і став її найуспішнішим синглом за останні роки. У серпні Каттерфельд представляла Тюрингію на конкурсі Bundesvision Song Contest 2015 із композицією «Lieber so» та посіла 3 місце зі 114 балами.
У листопаді 2015 року з'явилася в міжнародному фільмі «The von Trapp Family: A Life of Music» разом з Елайзою Беннетт, Розмарі Гарріс і Меттью Макфедьєном. Стрічка — римейк німецького фільму 1956 року, який свого часу був натхненням для створення мюзиклу «Звуки музики». Івонн Каттерфельд зіграла Марію фон Трапп — мачуху та матір співочої родини Траппів. Критики характеризували фільм як «клішований Heimatfilm» (регіональна драма в сентиментальному ключі).
2016 року виконала роль Нори Піластер у мінісеріалі «A Dangerous Fortune» за романом Кена Фоллетта. Того ж року Каттерфельд почала зніматися в серіалі «Wolfsland» у парі з Гецом Шубертом, а також стала тренеркою в шостому сезоні шоу The Voice of Germany. Наступного року випустила сьомий альбом — Guten Morgen Freiheit — найуспішніший з часів Unterwegs (2005). Він дебютував на 4 місці в альбомних чартах Німеччини та Австрії, а також посів 7 місце у Швейцарії.
2019 року, після трьох сезонів у складі журі, Івонн Каттерфельд оголосила про свій вихід із The Voice.
2020 року взяла участь у шоу «Joko & Klaas gegen ProSieben» як дикторка. У січні 2021 вийшов її сингл «Patience», а в травні того ж року — «Let You Go». Обидві пісні увійшли до восьмого альбому Change, що вийшов у грудні 2021 року та охоплює звучання між госпелом, R&B та соулом. Це був її перший альбом повністю англійською мовою. Вона також є співавторкою кожної пісні, а деякі з них написала повністю самостійно. Івонн вперше представила цей альбом під час акустичного туру у травні 2022 року.

У 2022 і 2023 роках не випускала нові музичні роботи.

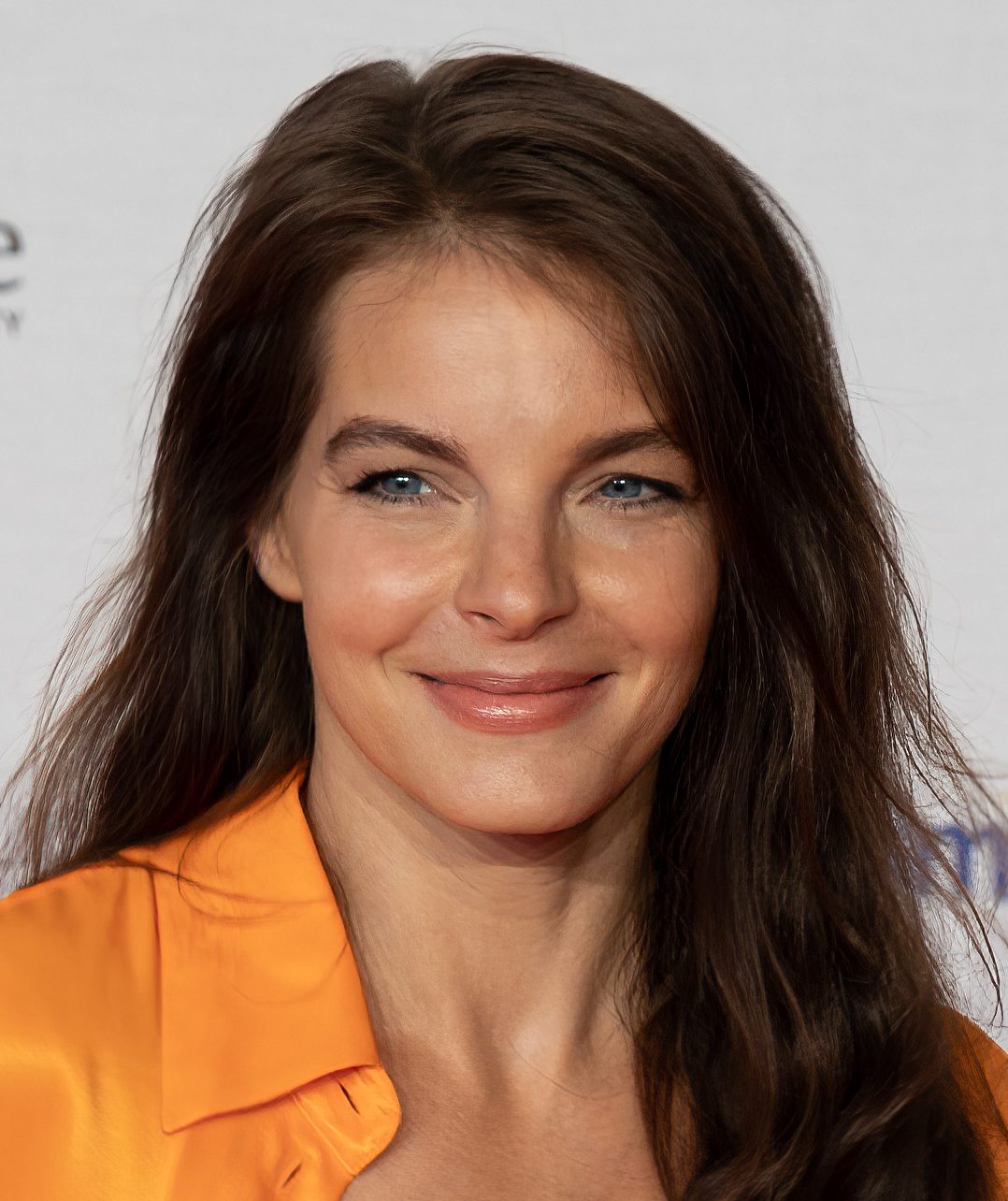
Івонн Каттерфельд на церемонії вручення нагород LEA Live Entertainment Award 15 у Франкфурті, 2022 рік.

### 2024–дотепер
У травні 2024 року Івонн Каттерфельд випустила сингл «Move», а у вересні — «In Between». Обидві композиції увійшли до альбому Move, який вийшов 7 березня 2025 року й став дев'ятим у дискографії співачки. Альбом поєднує елементи попмузики, диско та електроніки.
У 14 сезоні шоу The Voice of Germany (2024) повернулася в ролі тренерки. Того ж року була суддею шоу The Tribute — Die Show der Musiklegenden, присвяченому пошуку найкращих кавер-гуртів Німеччини.
У лютому 2025 року разом зі Штефаном Раабом, Кончитою Вурст і Ніко Сантосом стала однією з членів журі Chefsache ESC 2025, німецького національного відбору, де перемогли Abor & Tynna з піснею «Baller», на Пісенний конкурс Євробачення 2025, що відбувся в Базелі, Швейцарія.

## Особисте життя

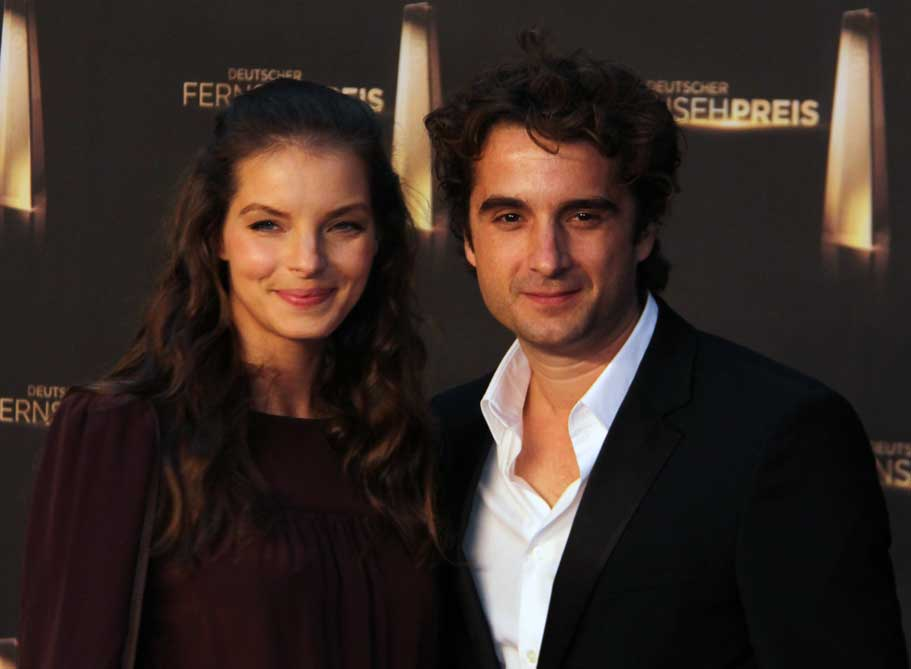
Івонн Каттерфельд та Олівер Внук на премії Deutscher Fernsehpreis 2012

З 2004 до 2007 року Івонн Каттерфельд перебувала у стосунках з актором Вайном Карпендейлом.
Наприкінці 2007 року почала зустрічатися з письменником і актором Олівером Внуком після знайомства на зйомках їхнього спільного фільму «U-900». 19 квітня 2014 року Івонн народила сина Чарлі. 2021 року пара подала на розлучення.
2023 року Каттерфельд повідомила, що деякий час перебуває у стосунках з партнером з Англії, особу якого не розкриває.

### Громадська діяльність
У березні 2022 року, на початку повномасштабного російського вторгнення в Україну, Каттерфельд надала прихисток українській родині. Того ж року підтримала благодійну акцію Heros Fairtradement, присвячену боротьбі з дитячою деменцією.

## Дискографія

### Альбоми
- Meine Welt (2003)
- Farben meiner Welt (2004)
- Unterwegs (2005)
- Aura (2006)
- Blau im Blau (2010)
- Lieber so (2013)
- Guten Morgen Freiheit (2017)
- Change (2021)
- Move (2025)

### Збірки
- The Best of Yvonne Catterfeld — Von Anfang bis jetzt (2011)
- Best of (2014)

### Сингли

#### Як головна виконавиця
- «Bum» (2001)
- «Komm zurück zu mir» (2001)
- «Niemand sonst» (2002)
- «Gefühle» (2002)
- «Für dich» (2003)
- «Du hast mein Herz gebrochen» (2004)
- «Du bleibst immer noch du» (2004)
- «Sag mir — Was meinst du?» (2004)
- «Glaub an mich» (2005)
- «Eine Welt ohne dich» (2005)
- «Erinner mich, dich zu vergessen» (2006)
- «Die Zeit ist reif» (2007)
- «Immer noch» (2010)
- «Blau im Blau» (2010)
- «Frag nie warum» (2010)
- «Pendel» (2013)
- «Lieber so» (2015)
- «People Get Ready» (2015)
- «Irgendwas» (2016) feat. Bengio
- «Was bleibt» (2017)
- «Besser werden» (2017)
- «Freisprengen» (2017)
- «Tür und Angel» (2017)
- «Guten Morgen Freiheit» (2017)
- «Elefantensong»
- «Patience» (2021)
- «Let You Go» (2021)
- «Back in July» (2021)
- «Move» (2024)
- «In Between» (2024)
- «Hands on Me» (2025)

#### Як запрошена виконавиця
- «Du bist nicht allein» (2003) разом із Zeichen der Zeit
- «Where Does the Love Go?» (2003) Eric Benét feat. Yvonne Catterfeld

## Фільмографія

### Кіно
| Рік  | Назва                             | Роль                | Примітки        |
| ---- | --------------------------------- | ------------------- | --------------- |
| 2004 | Підводна братва                   | Енджі (голос)       | Німецька версія |
| 2007 | Красунчик                         | самої себе          |                 |
| 2008 | U-900                             | Марія               |                 |
| 2009 | Магічна книга і дракон            | Гарненька блондинка |                 |
| 2009 | Красунчик 2                       | самої себе          |                 |
| 2010 | Життя занадто довге               | Каро Вілл           |                 |
| 2012 | Ніко 2                            | Вільма              | Німецька версія |
| 2013 | Країна хороших діточок            |                     |                 |
| 2013 | Sputnik                           | Катаріна Боде       |                 |
| 2014 | Красуня і чудовисько              | Принцеса            |                 |
| 2014 | Феї: Таємниця піратського острова | Заріна              | Німецька версія |
| 2014 | Bocksprünge                       | Ева                 |                 |
| 2015 | Родина фон Трапп: музичне життя   | Марія фон Трапп     |                 |
| 2018 | Табалуга                          | Принцеса Ліллі      |                 |

### Телебачення
| Роки      | Назва                                       | Роль                    | Примітки                          |
| --------- | ------------------------------------------- | ----------------------- | --------------------------------- |
| 2001–2005 | Gute Zeiten, schlechte Zeiten               | Юлія Блум               | Головна роль                      |
| 2005      | Hallo Robbie!                               | Керстін Штайнхаге       | Епізод «Schicksalhafte Begegnung» |
| 2005      | Місце злочину                               | Молода жінка на балконі | Телефільм                         |
| 2005–2006 | Sophie — Braut wider Willen                 | Графиня Софія Аленська  | Головна роль                      |
| 2007      | Wenn Liebe doch so einfach wär              | Катріна Ланг            | Телефільм                         |
| 2008      | SOKO 5113                                   | Тіффані Таннер          | Епізод «Seifenoper»               |
| 2008      | Das Geheimnis des Königssees                | Марла Гофер/Нора Шиллер | Телефільм                         |
| 2009      | Schatten der Gerechtigkeit                  | Марія Тейсс             | Телефільм                         |
| 2009      | Vulkan                                      | Даніела Айзенах         | Двосерійний телефільм             |
| 2009      | Engel sucht Liebe                           | Лаура Дірксен           | Телефільм                         |
| 2010      | Die Frau des Schläfers                      | Карла Бен Якін          | Телефільм                         |
| 2011      | The Promise                                 | Цифора                  | Мінісеріал                        |
| 2011      | Am Ende die Hoffnung                        | Еллен Людвіг            | Телефільм                         |
| 2011      | Das Mädchen auf dem Meeresgrund             | Лотте Хасс              | Телефільм                         |
| 2011      | Nils Holgerssons wunderbare Reise           | Ганс Дауненфайн (голос) | Телефільм                         |
| 2012      | Plötzlich 70!                               | Мелані Мюллер           | Телефільм                         |
| 2012      | Nur eine Nacht                              | Іна Греде               | Телефільм                         |
| 2013      | Helden — Wenn dein Land dich braucht        | Андреа Вебер            | Телефільм                         |
| 2014      | Zwischen Himmel und hier                    | Амелія                  | Телефільм                         |
| 2014      | Mein ganzes halbes Leben                    | Амелія                  | Телефільм                         |
| 2014      | Herzlichen Glückwunsch, Sie haben gewonnen! | Йоганна Єгер            | Телефільм                         |

## Нагороди та номінації
| Рік  | Нагорода                        | Категорія                                                                     | Результат |
| ---- | ------------------------------- | ----------------------------------------------------------------------------- | --------- |
| 2003 | BAMBI                           | Східна зірка                                                                  | Перемога  |
| 2003 | Goldene Stimmgabel              | Найуспішніша поп-солістка                                                     | Перемога  |
| 2003 | Goldener Wuschel                | Прорив року                                                                   | Перемога  |
| 2003 | Bravo Otto                      | Жінка-зірка телебачення                                                       | Перемога  |
| 2004 | Berliner Bär                    | Поп                                                                           | Перемога  |
| 2004 | ECHO                            | Національна виконавиця року/попу                                              | Перемога  |
| 2004 | ECHO                            | Національна премія Німецької фоноакадемії для молодих талантів, за Meine Welt | Номінація |
| 2004 | ECHO                            | Найкраще відео дебютанта, за «Für dich»                                       | Номінація |
| 2004 | ECHO                            | Національний рок-поп сингл року, за «Für dich»                                | Номінація |
| 2004 | Bravo Otto                      | Жінка-зірка телебачення                                                       | Перемога  |
| 2005 | ECHO                            | Співачка року (національна), за Farben meiner Welt                            | Номінація |
| 2007 | ECHO                            | Співачка року (національна), за Aura                                          | Номінація |
| 2008 | Undine Awards                   | Найкращий молодий гуморист                                                    | Номінація |
| 2012 | Jupiter Awards                  | Найкраща німецька телевізійна акторка                                         | Номінація |
| 2012 | Romy                            | Улюблена акторка                                                              | Номінація |
| 2015 | BAMBI                           | Національна музика (Sing meinen Song — Das Tauschkonzert)                     | Перемога  |
| 2016 | Jupiter Awards                  | Найкраща німецька акторка                                                     | Номінація |
| 2017 | Jupiter Awards                  | Найкраща німецька телевізійна акторка                                         | Номінація |
| 2018 | Deutscher Fernsehpreis          | Найкращий розважальний прайм-тайм (The Voice of Germany)                      | Перемога  |
| 2021 | Nickelodeon Kids’ Choice Awards | Улюблена команда: Німеччина, Австрія, Швейцарія (The Voice of Germany)        | Перемога  |